# Erebia zyxuta
Erebia zyxuta är en fjärilsart som beskrevs av Hans Fruhstorfer 1918. Erebia zyxuta ingår i släktet Erebia och familjen praktfjärilar. Inga underarter finns listade i Catalogue of Life.